# Nitro (film)
Nitro é un film canadese del 2007 diretto da Alain DesRoches. Il film ha avuto un seguito dal titolo Nitro Rush del 2016.

## Trama
Max è sposato con Alice e hanno un figlio di nome Theo, tutto sembra tranquillo fino a quando Alice non viene minacciata di morte mentre in attesa per un trapianto di morte. Max promette al figlio che farà di tutto per salvare la madre.